# Никитин, Иван Саввич
Ива́н Са́ввич Ники́тин (21 сентября [3 октября] 1824, Воронеж — 16 [28] октября 1861, Воронеж) — русский поэт.

## Биография
Родился в Воронеже 21 сентября (3 октября) 1824 года в семье Саввы Евтихиевича Никитина, происходившего из духовного сословия. С 1828 по 1844 год семья жила на Верховой Ильинской улице (ныне — улица Шевченко), в доме № 19, в котором до нашего времени сохранился сводчатый подвал, где у отца поэта, записавшегося в мещане, был свечной заводик.
С восьми лет учился в Воронежском духовном училище, а с 1841 года — в Воронежской духовной семинарии. Пьянство и буйный характер отца привели семью к разорению и Иван Никитин в 1843 году вышел из философского класса семинарии, чтобы помогать отцу в торговом деле. Тем не менее, семинария дала Ивану Никитину многое, хотя казённая и скучная система образования юноше не нравилась и, своё отношение к этому укладу жизни он потом выразил в «Дневнике семинариста» (1861).
В 1844 году он стал содержателем постоялого двора для извозчиков на Кирочной улице и вскоре построил новый пятикомнатный флигель, который сдал профессору духовной семинарии.
После первых публикаций Никитин вошёл в кружок местной интеллигенции, сложившийся вокруг Николая Ивановича Второва. Близкими друзьями Никитина стали сам Второв и ещё один из участников кружка, Михаил Фёдорович Де-Пуле (будущий душеприказчик, биограф и редактор почти всех изданий сочинений Никитина).
Оставаясь содержателем постоялого двора, Никитин много занимался самообразованием, изучая французский и немецкий языки, а также произведения русских и зарубежных писателей (Шекспира, Шиллера, Гёте, Гюго и других). В 1859 году Никитин воспользовался ссудой в 3000 рублей, полученной при посредничестве друзей от известного предпринимателя и мецената Василия Александровича Кокорева, и в феврале открыл в центре Воронежа книжный магазин с читальней, который быстро стал одним из центров культурной жизни города. Среди его комиссионеров были книготорговцы Н. А. Сеньковский и Ф. И. Силаев, историк П. И. Бартенев, поэт Ф. Н. Берг.
Скончался И. С. Никитин от чахотки 16 (28) октября 1861 года в Воронеже, где и был похоронен. Со временем кладбище ликвидировали, на его месте построили цирк, а могилу И. С. Никитина и ещё несколько могил, одна из которых — захоронение другого известного поэта А. В. Кольцова, не тронули. Это место огорожено и называется «Литературным некрополем».

## Творчество
Самые ранние из сохранившихся стихотворений относятся к 1849 году, многие из них носят подражательный характер. Дебютировал в печати стихотворением «Русь», написанным в 1851 году, но опубликованным в «Воронежских губернских ведомостях» только 21 ноября 1853 года, уже после начала Крымской войны. Патриотический пафос стихотворения сделал его весьма злободневным; 11 декабря 1853 года оно было перепечатано в газете «Санкт-Петербургские ведомости» со следующим комментарием:

Не правда ли, что-то знакомое слышится в этом стихотворении, в чувстве, которым оно проникнуто, в приёмах, в фактуре стиха? Неужели в г. Никитине суждено воскреснуть Кольцову?.
В 1857—1861 годах печатался в журналах «Русская беседа», «Народное чтение», «Русское слово», «Отечественные записки», «Москвитянин». Активно участвовал в подготовке сборника «Воронежская беседа на 1861 год», в который вошли его стихотворения «Портной» и «За прялкою баба в поняве сидит…», поэма «Тарас» и повесть «Дневник семинариста».
В первый отдельный сборник (1856) вошли стихотворения на самые разные темы, от религиозной до социальной. Сборник вызвал разноречивые отклики. Второй сборник стихотворений вышел в 1859 году.
Никитин считается мастером русского поэтического пейзажа и преемником Кольцова. Главные темы в поэзии Никитина — родная природа, тяжкий труд и беспросветная жизнь крестьян, страдания городской бедноты, протест против несправедливого устройства жизни.

В основном же он, будучи мужественно сдержанным и осторожным, видимо, в самом сокровенном, глубоко затаенном, скрывал за чувством прекрасного в природе свои человеческие страдания. Тем пронзительнее звучала в нём природа, а он в ней, тем глубже западало это все в душу читателя.— Дмитрий Ковалёв
На иностранный язык Дориан Роттенберг перевёл стихотворения «По всей степи ковыль», Русь (отрывок) и «Зимняя ночь в деревне».

## Поэма «Кулак»
Крупнейшее поэтическое произведение Никитина, поэма «Кулак», начата была в октябре 1854 года. Первая редакция была закончена к сентябрю 1856 года. Вторая редакция, в которую поэт внёс существенные исправления, была закончена к началу 1857 года. Первая публикация (отдельным изданием) — в 1858 году (дата цензурного разрешения — 25 августа 1857 года).
Слово «кулак» обозначало во времена Никитина не зажиточного крестьянина, как это установилось позднее, а совсем другой социальный тип. По Далю, кулак — «перекупщик, переторговщик… на базарах и пристанях, сам безденежный, живёт обманом, обсчётом, обмером». В центре поэмы Никитина — образ именно такого кулака, воронежского мещанина Карпа Лукича. Этот разорившийся купец с трудом добывает средства к жизни мелким мошенничеством на рынке, не может выбиться из жестокой бедности, пьянствует и тиранит своих домашних. Поэт показывает нам в разных жизненных ситуациях характер этого лица, внутреннюю жизнь его дома, судьбу его домашних (жены и дочери). В поэме сильны автобиографические черты: главный герой и его жена во многом напоминают родителей поэта. Никитин изобразил в поэме почти тот же быт, что и А. Островский в комедии «Свои люди — сочтёмся».
Поэма вызвала одобрительные отзывы Добролюбова и других критиков. Академик Я. К. Грот напечатал в «Известиях II Отделения Академии Наук» разбор поэмы, где назвал её «замечательным явлением в русской поэзии». В анонимной рецензии «Московского обозрения» было сказано:

Несколько потрясающих по своему драматизму сцен, местами же неподдельный комизм и всегда тёплое чувство общечеловеческой любви… живая передача действительности, типически очерченные характеры и чудные описания природы довершают очарование, производимое этим свежим и истинно поэтическим созданием молодого, но уже шибко развернувшего творческие силы свои писателя. 

## Поэзия Никитина и русская музыкальная культура
На слова Никитина написано более шестидесяти песен и романсов. Лёгкость и искренность, музыкальность, простота и чистота мысли привлекала к его поэзии многих композиторов, среди которых Э. Направник , В. Калинников, Н. Римский-Корсаков, Ц. Кюи, П. Булахов, А. Гречанинов, В. Золотарёв, Р. Глиэр (более тридцати композиторов). Так, стихотворение «В тёмной роще соловей…» положено на музыку Н. Римским-Корсаковым, А. Гречаниновым, «Ночь на берегу озера» — Ц. Кюи; несколько романсов написал С. Монюшко («Дитяти», «Песнь бобыля»). На текст поэмы «Русь» хоры создали А. Кастильский, Э. Направник, Н. Компанейский, К. Массалитинов. Некоторые стихотворения Никитина, положенные на музыку, стали популярными народными песнями. Наиболее известен «Ухарь-купец» («Ехал на ярмарку ухарь-купец…»), подвергшийся, впрочем, в народной версии сокращению и переделке, которые совершенно изменили нравственный смысл стихотворения.
Стихотворение Никитина «Медленно движется время» (опубликовано в 1858 году под названием «Песня»), в 1885 году было включено в сборник песен «Отголоски революции», который печатали народовольцы. Эту песню пели как революционный гимн на студенческих сходках и демонстрациях вплоть до революции 1905—1907 годов.

## Публикации
- Сочинения И. С. Никитина, с его портретом, видом надгробного памятника, fac-simile и биографией, составлен. М. Ф. Де Пуле. Т. I. — Воронеж: Тип. В. А. Гольдштейна, 1869. — II, 556 с.
- Сочинения И. С. Никитина [Т.1; Т.2] — Издание 7-е. — М.: Изд. Клавдия Кузьмича Шамова, 1896. — Т.1: Биография 170 с. + стихотворения 178 с. + прим. 29 с. + прилож. 15 с.;  портр. — Т.2: 336 с. + прим. 8 с. + прилож. + 120 с.
- Собрание сочинений / И. С. Никитин. — СПб., 1911 — (Всеобщая б-ка. № 131). Т. 2: Кулак:поэма. — 1911. — 98 с.
- Собрание сочинений / И. С. Никитин. — СПб., 1911 — (Всеобщая б-ка. № 131). Т. 3: Дневник семинариста. — 1911. — 111 с.
- Полное собрание сочинений: В 1 т., под ред. [и с предисл.] М. О. Гершензона: С биогр. Никитина, 4 его портр., 3 факс. с рукописей, 1 снимком с модели предполагаемого к постановке памятника и 5 воронеж. видами. — Москва: А. С. Панафидина, 1912. — XXIV, X, 448 с., [9] л. ил., портр.
- Полное собрание сочинений: В 1 т., под ред. [и с предисл.] М. О. Гершензона: С биогр. Никитина, 4 его портр., 3 факс. с рукописей и снимком с модели предполагаемого к постановке памятника и 5 воронеж. видами. — 3-е изд. — Москва: А. С. Панафидина, 1913. — XXVI, 454, IX с., [9] л. ил.
- Полное собрание сочинений. Т. 1: Стихотворения. Варианты. Примечания. / И. С. Никитин; ред. С. М. Городецкий; общ. ред. Е. В. Аничков. — СПб.: Рус. кн. товарищество «Деятельность», 1912—1913. — (Б-ка Русских Писателей).   — 460 с.
- Полное собрание сочинений. Т. 2: Кулак: поэма. Дневник семинариста. Письма. Варианты / И. С. Никитин; ред. С. М. Городецкий; общ. ред. Е. В. Аничков; авт. вступ. ст. С. М. Городецкий. — СПб.: Рус. кн. товарищество «Деятельность», 1912—1913. — (Б-ка Русских Писателей). — 517 с.
- Сочинения И. С. Никитина, выбранные для учащихся в низших и средних школах: С биогр., портр. и автогр. поэта/ Сост.: А. И. Анастасиев; Рис. и обл. В. В. Спасского. — Москва: А. Д. Ступин, 1912. — 341, III с.: ил., портр.
- Полное собрание сочинений И. С. Никитина / Под ред. А. Я. Кракова; С портр. Никитина, его биогр. и 64 рис. худож. В. В. Коренева. — 1-е изд. — Екатеринослав: Л. М. Ротенберг, 1914. — XXXVI, 528, VII с.
- Собрание сочинений: в 1-м т.: 3-х ч. / И. С. Никитин; авт. вступ. ст. В. Егорьев. — М.: Живое слово, 1914 (Тип. А. З. Кисилева). — 592 с.: Ч. 1: Стихотворения. Ч. 2: Письма. Ч. 3: Проза: Дневник семинариста; Поэмы: Поездка на хутор; Тарас; Кулак.
- Избранные стихотворения И. С. Никитина для детей школьного возраста: с его портр. и биогр. рассказом / И. С. Никитин; вступ. ст. А. Ульянова; ил. худож. Апсита [и др.]. — Москва: Товарищество И. Д. Сытина, 1914. — 98 с.
- Стихотворения / И. С. Никитин; Подготовка текста и вступительная статья Ив. Н. Розанова. — Москва: ОГИЗ: Государственное изд-во художественной литературы: 1944. — 43 с. — (Писатели-патриоты великой родины)
- Стихотворения / И. С. Никитин; вступ. ст., ред., и примеч. Л. А. Плоткина. — 2-е изд. — М.: Сов. писатель, 1947. — 379, [1] с. — (Библиотека поэта: малая сер. / осн. М. Горьким; № 93). — 20 000 экз.
- Собрание сочинений: в 2-х т. / И. С. Никитин; сост., авт. вступ. ст., подгот. текста Л. А. Плоткин, ил. И. Глазунов.—- М.: Правда, 1975 — Т. 1: [Стихотворения]. — 368 с. — (Библиотека «Огонёк») (Библиотека отечественной классики). — 375 000 экз.
- Собрание сочинений: в 2-х т. / И. С. Никитин; сост., авт. вступ. ст., подгот. текста Л. А. Плоткин, ил. И. Глазунов.—- М.: Правда, 1975 — Т. 2: [Поэмы. Проза. Избранные письма]. — 448 с. — (Библиотека «Огонёк») (Библиотека отечественной классики). — 375 000 экз.
- Никитин И. С. Стихотворения / Сост. О. Г. Ласунский, Авт. предисл. Ю. М. Игнатьев — М.: Детская литература, 1976. — 94 с.: ил. — (Школьная библиотека) .

## Память
- В Воронеже в 1911 году на Никитинской площади был установлен памятник поэту по проекту скульптора И. А. Шуклина. В городе также установлено два бюста поэту — у дома-музея поэта (1964) и у литературного музея (2009).
- В Воронеже, в доме, где с 1846 года жил поэт, в 1924 году открыт литературно-мемориальный Дом-музей Никитина (Воронежский областной литературный музей имени И. С. Никитина).
- Воронежская областная универсальная научная библиотека носит имя поэта.
- В честь И. С. Никитина названа Никитинская улица в городе Воронеже.
- Улицы Никитина есть также в Красноярске, Липецке, Барнауле, Новосибирске. Многие новосибирцы ошибочно полагают, что улица названа в честь Афанасия Никитина.
- В Воронеже функционирует гимназия имени И. С. Никитина.
- В 1949 и 1974 годах в СССР были выпущены почтовые марки с изображением И. С. Никитина.
- В 2011 году, к 425-летию Воронежа, Почта России выпустила открытку с изображением памятника И. С. Никитину (скульптор: И. А. Шуклин).

- Почтовые марки СССР
- 1949 год, 
 номинал 40 коп.
- 1949 год, 
 номинал 1 руб.
- 1974 год, 
 номинал 4 коп.